# Chili op de Paralympische Zomerspelen 2012
Op de Paralympische Zomerspelen 2012 won Chili de eerste Paralympische medaille ooit: goud. Hier zorgde de atleet Cristian Valenzuela voor in de 5000 meter T11-klasse.

## Medailleoverzicht
| Medaille | Naam                | Sport    | Onderdeel          |
| -------- | ------------------- | -------- | ------------------ |
| Goud     | Cristian Valenzuela | Atletiek | 5000 meter T11 (m) |

## Deelnemers en resultaten
Legenda
- DNS = Niet gestart
- PB = Persoonlijk record
- Q = Gekwalificeerd voor de volgende ronde
- V = Verlies
- W = Winst

### Atletiek
Mannen
| Naam                                            | Onderdeel      | Series     | Series | Finale      | Finale |
| Naam                                            | Onderdeel      | Tijd       | Rang   | Tijd        | Rang   |
| ----------------------------------------------- | -------------- | ---------- | ------ | ----------- | ------ |
| Cristian Valenzuela (Gids: Cristopher Guajardo) | 5000 meter T11 |            |        | 15:26.26 PB | Goud   |
| Cristian Valenzuela (Gids: Cristopher Guajardo) | 1500 meter T11 | 4:15.54 PB | 2e Q   | 4:07.79 PB  | 4e     |
| Cristian Valenzuela (Gids: Cristopher Guajardo) | Marathon T12   |            |        | DNS         | DNS    |

### Rolstoeltennis
Mannen
| Naam                        | Onderdeel | Eerste ronde      | Tweede ronde                 | Derde ronde | Kwartfinale | Halve finale | Finale | Rang |
| --------------------------- | --------- | ----------------- | ---------------------------- | ----------- | ----------- | ------------ | ------ | ---- |
| Robinson Mendez             | Singles   | Thomas Mossier    |                              |             |             |              |        |      |
| Diego Perez                 | Singles   | Michaël Jérémiasz |                              |             |             |              |        |      |
| Robinson Mendez Diego Perez | Dubbels   |                   | Martin Legner/Thomas Mossier |             |             |              |        |      |

Vrouwen
| Naam                                     | Onderdeel | Eerste ronde        | Tweede ronde                         | Kwartfinale | Halve finale | Finale | Rang |
| ---------------------------------------- | --------- | ------------------- | ------------------------------------ | ----------- | ------------ | ------ | ---- |
| Francisca Mardones                       | Singles   | Elena Jacinto Velez | Aniek van Koot                       |             |              |        |      |
| Maria Antonieta Ortiz                    | Singles   | Katharina Krüger    |                                      |             |              |        |      |
| Francisca Mardones Maria Antonieta Ortiz | Dubbels   |                     | Angélica Bernal/Johana Martinez Vega |             |              |        |      |

### Tafeltennis
Mannen
| Groep C | Groep C                 | Groep C |
| Rang    | Naam                    | Punten  |
| ------- | ----------------------- | ------- |
| 1       | UKR \| Maxym Nikolenko  | 4       |
| 2       | BEL \| Ben Despineux    | 3       |
| 3       | CHI \| Cristian Dettoni | 2       |

| Wedstrijd  | Dettoni | Tegenstander | Score | Sets    | Sets   | Sets    | Sets   | Sets |
| Wedstrijd  | Dettoni | Tegenstander | Score | 1       | 2      | 3       | 4      | 5    |
| ---------- | ------- | ------------ | ----- | ------- | ------ | ------- | ------ | ---- |
| Groepsfase | Dettoni | Nikolenko    | 0 - 3 | 7 - 11  | 7 - 11 | 10 - 12 |        |      |
| Groepsfase | Dettoni | Despineux    | 1 - 3 | 10 - 12 | 11 - 9 | 3 - 11  | 7 - 11 |      |

### Zwemmen
Vrouwen
| Naam             | Onderdeel             | Series  | Series | Series | Finale | Finale |
| Naam             | Onderdeel             | Tijd    | Rang   | Tot    | Tijd   | Rang   |
| ---------------- | --------------------- | ------- | ------ | ------ | ------ | ------ |
| Francisca Castro | 100 meter rugslag S10 | 1:17.71 | 6e     | 12e    |        |        |

Afghanistan · Albanië · Algerije · Amerikaanse Maagdeneilanden · Andorra · Angola · Antigua en Barbuda · Argentinië · Armenië · Australië · Azerbeidzjan · Bahrein · Barbados · België · Belize · Benin · Bermuda · Bolivia · Bosnië en Herzegovina · Brazilië · Britse Maagdeneilanden · Brunei · Bulgarije · Burkina Faso · Burundi · Cambodja · Canada · Centraal-Afrikaanse Republiek · Chili · China · Chinees Taipei · Colombia · Comoren · Congo-Brazzaville · Congo-Kinshasa · Cookeilanden · Costa Rica · Cuba · Cyprus · Denemarken · Djibouti · Dominica · Dominicaanse Republiek · Duitsland · Ecuador · Egypte · El Salvador · Equatoriaal-Guinea · Eritrea · Estland · Ethiopië · Faeröer · Fiji · Filipijnen · Finland · Frankrijk · Gabon · Gambia · Georgië · Ghana · Grenada · Griekenland · Groot-Brittannië · Guam · Guatemala · Guinee · Guinee‑Bissau · Guyana · Haïti · Honduras · Hongarije · Hongkong · Ierland · IJsland · India · Indonesië · Irak · Iran · Israël · Italië · Ivoorkust · Jamaica · Japan · Jemen · Jordanië · Kaaimaneilanden · Kaapverdië · Kameroen · Kazachstan · Kenia · Kirgizië · Kiribati · Koeweit · Kroatië · Laos · Lesotho · Letland · Libanon · Liberia · Libië · Liechtenstein · Litouwen · Luxemburg · Macau · Macedonië · Madagaskar · Maldiven · Maleisië · Mali · Malta · Marshalleilanden · Marokko · Mauritanië · Mauritius · Mexico · Micronesia · Moldavië · Monaco · Mongolië · Montenegro · Mozambique · Myanmar · Namibië · Nauru · Nederland · Nepal · Nicaragua · Nieuw-Zeeland · Niger · Nigeria · Noord-Korea · Noorwegen · Oeganda · Oekraïne · Oezbekistan · Oman · Oostenrijk · Oost-Timor · Pakistan · Palau · Palestina · Panama · Papoea-Nieuw-Guinea · Paraguay · Peru · Polen · Portugal · Puerto Rico · Qatar · Roemenië · Rusland · Rwanda · Saint Kitts en Nevis · Saint Lucia · Saint Vincent en Grenadines · Salomonseilanden · Samoa · San Marino · Saoedi-Arabië · Senegal · Servië · Seychellen · Sierra Leone · Singapore · Slovenië · Slowakije · Soedan · Somalië · Spanje · Sri Lanka · Suriname · Swaziland · Syrië · Tadzjikistan · Tanzania · Thailand · Togo · Tonga · Trinidad en Tobago · Tsjaad · Tsjechië · Tunesië · Turkije · Turkmenistan · Tuvalu · Uruguay · Vanuatu · Venezuela · Verenigde Arabische Emiraten · Verenigde Staten · Vietnam · Wit-Rusland · Zambia · Zimbabwe · Zuid-Afrika · Zuid-Korea · Zweden · Zwitserland
Niet deelgenomen: Botswana · Malawi